# Thysanophora penicillioides
Thysanophora penicillioides är en svampart som först beskrevs av Casimir Roumèguere, och fick sitt nu gällande namn av W.B. Kendr. 1961. Thysanophora penicillioides ingår i släktet Thysanophora och familjen Trichocomaceae.   Inga underarter finns listade i Catalogue of Life.